# Owen Franklin Aldis
Owen Franklin Aldis (1856-1925), né le 6 juin 1852 à Saint Albans et décédé le 5 août 1925 au Château de l'Aunay à Louvaines est un avocat et homme d'affaires américain.

## Biographie
Fils de Mary Taylor Aldis et d'Asa Owen Aldis (en), juge à la Cour suprême du Vermont. Owen Franklin Aldis a passé une partie de son enfance à étudier en Europe pendant environ cinq ans, avant de poursuivre sa formation sous la direction d’un tuteur privé à Brattleboro, dans le Vermont.
En 1871, il intègre Yale en deuxième année. Durant ses études, il se distingue par son excellence académique, remportant plusieurs prix, dont deux premiers prix de composition anglaise et un deuxième prix lors de l’Exposition junior. Il occupe diverses fonctions de prestige : président du conseil d’administration du Yale Literary Magazine, membre de plusieurs associations honorifiques telles que Kappa Sigma Epsilon, Delta Beta Xi, Delta Kappa Epsilon et Skull and Bones, et participe activement aux comités des événements étudiants.
Après Yale, il entame des études de droit à la Columbian Law School de Washington, D.C., en 1874, puis poursuit sa formation juridique à Chicago auprès du cabinet Beckwith, Ayer & Kales. Admis au barreau de Chicago en 1876, il exerce jusqu’en 1890, se spécialisant dans le droit immobilier et le développement de propriétés commerciales. En 1886, il cofonde la société immobilière Aldis, Aldis & Northcote (Aldis & Company), avant de se retirer en 1908 pour des raisons de santé.
Parallèlement, il joue un rôle clé dans le développement de Chicago, notamment comme pionnier de la construction d’immeubles de bureaux à charpente en acier. Il est également directeur de l’Exposition universelle de 1893 et membre des comités de terrain et de construction. Fiduciaire du Field Columbian Museum et ancien président du University Club de Chicago, il fait don, en 1911, de la précieuse collection Aldis de lettres américaines à la bibliothèque de Yale.

## Vie personnelle
Il se marie le 18 décembre 1878 à Chicago avec Leila R. Houghteling, fille de William DeZeng et Marcia Elizabeth Stockbridge, et sœur de James L. Houghteling (Yale, promotion 1876). Le couple a un fils, Owen, décédé en 1903. Leila Aldis meurt en 1885.
Le 28 octobre 1912, à Paris, aveugle, il épouse en secondes noces la jeune Madeleine Poulain du Mas, fille du comte Gaston Poulain du Mas (affilié à la famille Tourneux de la Perraudière) et de Madeleine Guérin de la Roche-Giffard. Le couple s’installe au Château de l’Aunay à Louvaines, mais n’aura pas d’enfants.
Il décède d’un accident vasculaire cérébral et est inhumé au cimetière du bourg de Louvaines.